# فيلوبيلاي برابهاكاران
فيلوبيلاي برابهاكاران زعيم نمور التاميل في سريلانكا. قتل في هجوم الجيش السريلانكي القاضي في أيار 2009، والذي أنهى تمرداً استمر منذ عام 1983. قاتلت حركة نمور التاميل ضد حكومة العاصمة كولومبو بهدف الاستقلال الذاتي في إيلام التاميلية وهي المناطق التي تقطنها عرقية التاميل شمالي وشرقي الجزيرة التي تحكمها غالبية من عرقية السنهاليين.

## البداية
مولود في 26 نوفمبر 1954 وينتمي لعائلة متوسطة من منطقة جفنا شمال الجزيرة وله من الأخوة أربعة هو أصغرهم، أنشأ حركة نمور التاميل الجدد عام 1972 منذ أن كان في الـثامنة عشر من عمره بهدف مقاومة ما يسميه التمييز والاضطهاد الذي تمارسه الأغلبية السنهالية الحاكمة ضد الأقلية التاميلية. وفي مايو من عام 1976 سمّى حركته جبهة تحرير نمور تاميل-إيلام التي جعل شعاراً لها نمراً مزمجرا، هدفه من ذلك إقامة دولة مستقلة للتاميل شمال غرب الجزيرة ذي الغالبية التاميلية. وفي عام 1975 قامت حركته بأول عمليه لها وهي اغتيال رئيس بلدية جافنا.

## الحركة
اشتهرت الحركة بالقيام بالكثير من عمليات الاغتيال ومنها رئيس الوزراء الهندي راجيف غاندي عام 1991 الرئيس السيرلانكي راناسينغ بريماداسا في 1993 ووزير الشؤون الخارجية لاكشمان كاديغامار في 2005. ممّا دفع الولايات المتحدة في 2001 إلى إدراج حركته ضمن المنظمات الإرهابية.

## صفاته
يوصف بأنه قاتل متوحش وذي قسوة كبيرة. كما أنه كان المشرف على اختيار وتدريب فرقة النمر السود المؤسسة من أجل العمليات الانتحارية ويصفه أتباعه بأنه إله الشمس. يُعرف بمهاراته القتالية المخيفة التي جمعت بين الإنجازات التكتيكية والضراوة التي لا تعرف الرحمة والتصميم.
تأثر برابهاكاران بالقوميين الهنود البارزين سوبهاش تشاندرا بوز وبهجت سنغ، الذين حاربوا الإمبراطورية البريطانية. لم يطور برابهاكاران فلسفة منهجية أبدًا، لكنه أعلن أن هدفه هو `` الاشتراكية الثورية وخلق مجتمع قائم على المساواة. يمكن اعتبار مقابلاته النادرة، وخطبه السنوية في يوم أبطال التاميل إيلام وسياسات وإجراءات حركة نمور تحرير تاميل إيلام كمؤشرات على فلسفة برابهاكاران وأيديولوجيتها. لم يكن الدين عاملاً رئيسياً في فلسفته أو أيديولوجيته؛ انبثقت أيديولوجية نمور التاميل من الفكر الماركسي اللينيني وكانت علمانية بشكل واضح. زعمت قيادتها معارضة الدين. وركزت بعقلية واحدة على تحقيق التاميل إيلام المستقل. فيما يلي جوانب مهمة في برابهاكاران الفلسفة والأيديولوجيا:

### قومية التاميل السريلانكية
غالبًا ما يُنظر إلى برابهاكاران على أنه شهيد شعب التاميل السريلانكي. كان مصدر إلهامه وتوجيهه هو قومية التاميل السريلانكية، وكان هدفه المثالي المعلن هو الاعتراف بـ تاميل إيلام باعتباره أمة وفقًا لميثاق الأمم المتحدة الذي يضمن حق الناس إلى الاستقلال السياسي. اقترحت حركة نمور تحرير تاميل إيلام أيضًا تشكيل سلطة حكم ذاتي مؤقتة أثناء مفاوضات السلام في عام 2003. وقد لاحظ السياسي والمقاتل التاميل السابق دارمالينغام سيثادثان أن تفاني برابهاكاران "لقضية تاميل إيلام كان لا يرقى إليه الشك ، كان الرجل الوحيد في سريلانكا الذي يمكنه أن يقرر ما إذا كان ينبغي أن تكون هناك حرب أم سلام ".

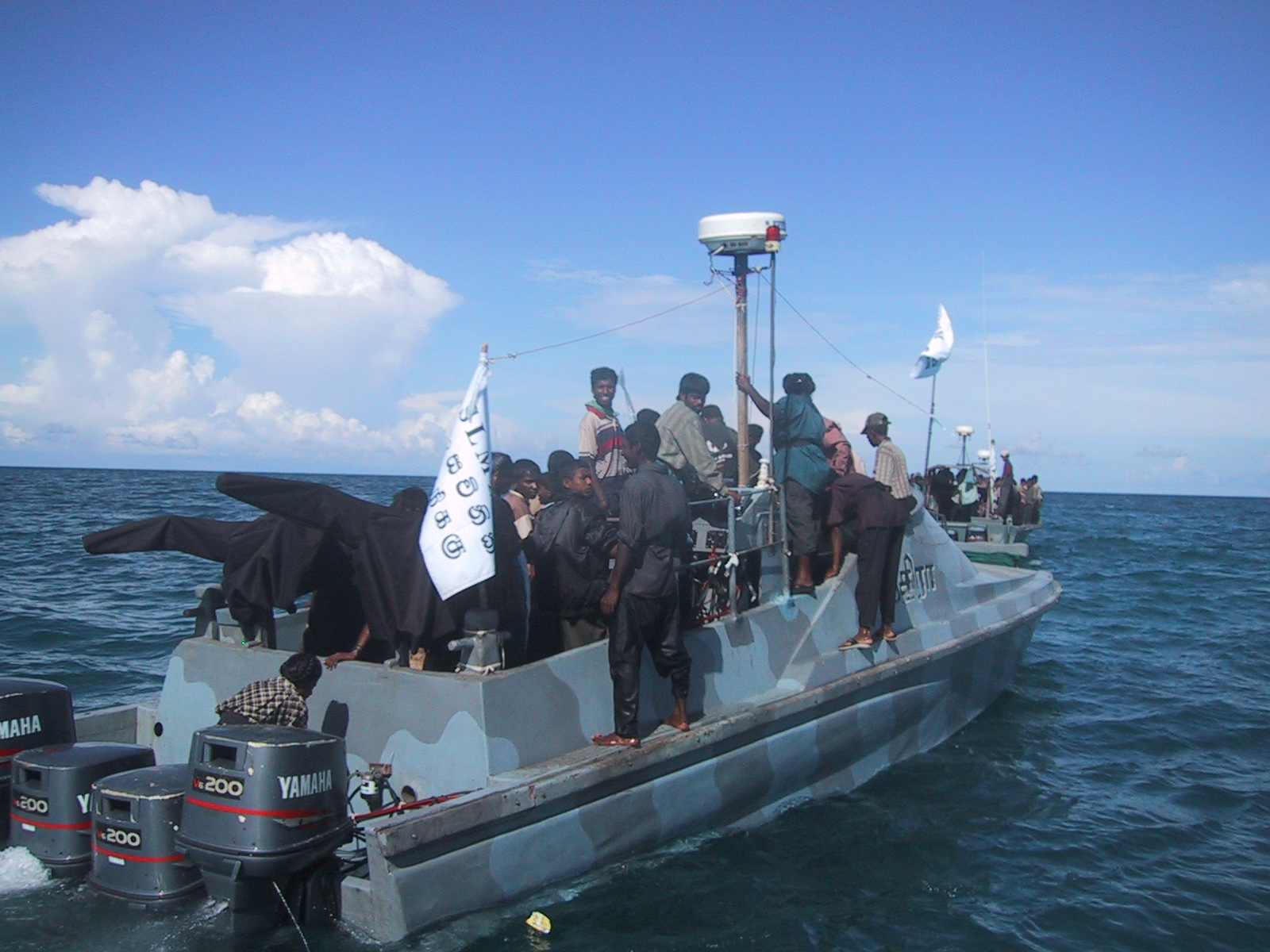
جناح نمور تحرير تاميل إيلام نمور البحر

### عسكرة نمور تحرير تاميل إيلام
صرح برابهاكاران صراحةً أن الكفاح المسلح هو السبيل الوحيد لمقاومة حرب غير متكافئة، حيث يكون جانب واحد، وهو جانب الحكومة السريلانكية، مسلحًا والآخر غير مسلح نسبيًا. وقال إنه اختار الوسائل العسكرية فقط بعد ملاحظة أن الوسائل اللاعنفية كانت غير فعالة وقديمة، خاصة بعد حادثة ثيلبان. تيليبان، وهو ضابط برتبة كولونيل، تبنى غاندي وسيلة للاحتجاج على عمليات القتل التي يرتكبها حزب العمال الكردستاني من خلال صيامه حتى الموت اعتبارًا من 15 سبتمبر 1987، والامتناع عن الطعام أو الماء حتى 26 سبتمبر، عندما توفي أمام الآلاف من التاميل الذين جاءوا إلى هناك ليصوموا معه.
من الناحية التكتيكية ، أتقن برابهاكاران تجنمتنكر وقادر على التعامل مع الأسلحة والمتفجرات المتطورةيد واستخدام وحدات الانتحاري. لم يأخذ مقاتلوه أي سجناء في العادة وكانوا مشهورين بشن الهجمات التي أدت في كثير من الأحيان إلى مقتل كل جندي من جنود العدو. وصفه الانتربول بأنه كان "في حالة تأهب شديد ومعروف باستخدامه للتنكر وقادر على التعامل مع أسلحة ومتفجرات متطورة.." أطلق عليه خبراء عسكريون غربيون لقب "العبقري العسكري".

## النهاية
في عام 2009 قامت الحكومة بشن هجوما كاسحا على معاقل الحركة في شمال البلاد واستطاعت الحاق هزائم متتالية بالحركة حتى أعلن في مايو 2009 عن مقتل فيلوبيلاي برابهاكاران أثناء محاولته الفرار من حصار عسكري واعلن الرئيس السيرلانكي نهاية الحرب وانتهاء التمرد.

## الحياة الشخصية
تزوج برابهاكاران من ماتيفاثاني إرامبو في 1 أكتوبر 1984. قال المتحدث العسكري أوديا ناناياكارا في مايو / أيار 2009 إنه لا توجد معلومات حول مكان تواجد أفراد عائلة برابهاكاران المتبقين. وقال "لم نعثر على جثثهم وليس لدينا معلومات عنهم". يُعتقد أن الأسرة بأكملها قد تم القضاء عليها؛ ورد أن جثث ماتيفاثاني ودوفاراجا وبالاشاندران تم العثور عليها في رقعة كثيفة على بعد حوالي 600 متر من حيث تم العثور على جثة برابهاكاران. ويُزعم الآن أن ابنه البالغ من العمر 12 عاماً قد أعدم.
تم العثور على والدا برابهاكاران، ثيروفينكادام فيلوبيلاي و بارفاتي، وكلاهما في السبعينيات من العمر، في مخيم Menik Farm للنازحين بالقرب من بلدة فافونيا. قدم الجيش السريلانكي والحكومة تأكيدات علنية بأنهم لن يتم استجوابهم أو إيذائهم أو إساءة معاملتهم.وقد اقتيدوا إلى الحجز العسكري السريلانكي حتى وفاة فيلوبيلاي في يناير / كانون الثاني 2010. لدى برابهاكاران أخت، فينوديني راجيندران.

### اسماء اخرى
كان برابهاكاران قد بنى على مر السنين جبهة نمور تحرير تاميل إيلام إلى حركة قوية تدير دولة ظل واكتسب مكانة "ديسيا ثاليفار" (زعيم الأرض). أطلق عليه شيوخ التاميل لقب ثامبي ، أي الأخ الأصغر. وهو أيضًا اسم حيوانه الأليف منذ أن كان الأصغر في عائلته. كان يطلق عليه أيضًا آنا / أناي، ويعني "الأخ الأكبر" من قبل طلابه الصغار وشعب إيلام التاميل الأصغر. يُطلق على برابهاكاران أيضًا لقب "كاريكالان" لشجاعته وإدارته (في إشارة إلى كريكالا تشولا، وهو ملك مشهور تشولا حكم في سنجام.) رفعه أتباعه إلى مرتبة إلهية باسم "سورياثيفان " (إله الشمس).

## روابط خارجية
- فيلوبيلاي برابهاكاران على موقع مونزينجر (الألمانية)